# Altmark (fartyg)
Altmark var ett nazityskt trängfartyg under andra världskriget. Det gav upphov till en storpolitisk konflikt i Norge, den så kallade Altmarkaffären.

## Bakgrund
Den tyska erfarenheterna från första världskriget var att den tyska Nordsjökusten var alltför begränsad som basområde, vilket medförde att Kriegsmarine lät bygga en serie stora och snabbgående trängfartyg kallad Ditmarschen-klass för att kunna ge stridsfartygen underhåll ute på världshaven. Ett av dessa var Altmark som kunde bunkra fartyg till sjöss med brännolja, smörjolja och färskvatten, samt överföra fast gods med småbåtar.

## Krigstjänst
Altmark lämnade Tyskland den 5 augusti 1939, det vill säga strax före andra världskrigets utbrott och gick till Port Arthur, Texas i USA för att bunkra dieselbrännolja. Därefter avgick hon till Sydatlanten för att förse pansarskeppet Admiral Graf Spee med förnödenheter. I gengäld fick hon ta emot cirka 300 brittiska sjömän från de handelsfartyg som Admiral Graf Spee hade sänkt. Dessa skulle fraktas till Tyskland som krigsfångar. Då Altmark försökte ta sig hem via norskt territorialvatten ingrep en brittisk flottstyrka och befriade fångarna. Denna händelse fick namnet Altmarkaffären. Altmark kunde dock senare återvända till Tyskland, där hon namnändrades till Uckermark. Via Frankrike tog sig fartyget ut på Atlanten och gav försörjning till tyska hjälpkryssare och kom så småningom till Japan, där hon fick till uppgift att transportera bensin. I samband med reparationsarbeten i Yokohama den 30 november 1942 inträffande en explosion som sänkte fartyget och dödade 53 man.